# Andrej Vasil'evič Bol'šoj
Andrej Vasil'evič Bol'šoj in russo Андрей Васильевич Большой?, soprannominato Gorjaj (Горяй) (Uglič, 14 agosto 1446 – Mosca, 6 novembre 1493) fu terzogenito di Basilio II di Russia.

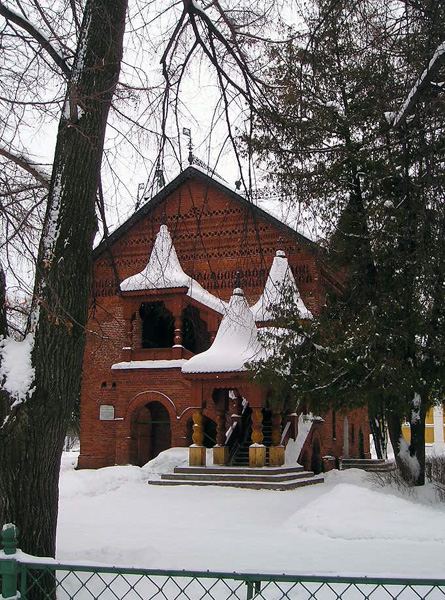
Andrej fece realizzare i primi edifici in pietra di Uglič, ossia la Cattedrale, il chiostro dell'Intercessione e il proprio palazzo. Di queste strutture permane oggi solo una porzione di quest'ultimo.

Trasformò Uglič in un importante centro politico e assicurò la prosperità e lo sviluppo della città nei due secoli a venire.
Dopo la morte del padre nel 1462, Bol'šoj ebbe come appannaggio le città di Uglič, Zvenigorod, e Bežeck. Le sue relazioni con il fratello maggiore, Ivan III di Mosca, furono dapprincipio cordiali. Solo dieci anni dopo la morte del loro fratello Jurij di Dmitrov, che non aveva lasciato progenie, portò a uno scontro tra i due. Ivan III si appropriò dell'appannaggio di Jurij invece che dividerlo con gli altri fratelli. Solo dopo le loro proteste decise di cedere alcune terre ai suoi consanguinei eccezion fatta che ad Andrej Bol'šoj, che le aveva rivendicate più degli altri.
Un altro conflitto tra i due fratelli fu scatenato dalla concessione ai boiardi del diritto di cessare di servire il proprio Principe per unirsi ad un altro. Ivan III voleva permetterne l'esercizio solo e unicamente se i boiardi avessero deciso di spostarsi a Mosca. Nel 1479 il Principe Lyko-Obolenskij, lasciò il Cremlino di Mosca e si stabilì alla corte di Boris, fratello di Ivan e Principe di Volokolamsk. Quando quest'ultimo decise di non estradare il boiardo, Ivan III ordinò l'arresto di Lyko-Obolenskij e lo trasportò a Mosca in catene. Andrej Bol'šoj prese le parti dell'oltraggiato Principe di Volokolamsk. I due fratelli unirono i propri eserciti e marciarono verso Velikij Novgorod e quindi verso i confini lituani. Qui iniziarono un negoziato con il Re di Polonia Casimiro IV, che tuttavia decise di non interferire nel conflitto. Boris e Andrej chiesero quindi l'appoggio di Pskov, che parimenti non lo concesse.
Allo scopo di risolvere il conflitto, Ivan III offrì ad Andrej Bol'šoj le città di Kaluga e Aleksin, ma quest'ultimo rifiutò. L'invasione delle truppe del Khan Akhmat nel 1480 riconciliò il Gran principe con i fratelli. Ivan III divenne infatti più accondiscendente e promise di accogliere le loro istanze. Boris e Andrej spostarono i loro eserciti sul fiume Ugra e si unirono a quello di Ivan III, in battaglia contro i Mongoli. La loro riconciliazione fu mediata dalla madre, dal Metropolita di Mosca Geronzio e da un buon numero di vescovi. Come ricompensa dell'aiuto prestatogli il Gran Principe donò ad Andrej la città di Možajsk, la parte più ambita dell'appannaggio di Jurij.
Dopo la morte della madre nel 1484, la situazione di Andrej diventò rischiosa poiché le sue insistite istanze e il suo desiderio di nuovi possedimenti avevano reso Ivan III sospettoso nei suoi confronti. Era infatti preoccupato del fatto che Andrej avrebbe cercato di usurpare il trono dopo la sua morte. Nel 1488 Andrej fu informato di un piano ordito dal fratello per detronizzarlo e imprigionarlo. Nel proprio epistolario con il Gran Principe invocò la propria innocenza. Nel 1491, Ivan III ordinò a Boris e Andrej di inviare i propri eserciti in aiuto del proprio alleato Meñli I Giray. Per motivi ignoti Andrej non adempiette a quanto impostogli. Quando giunse a Mosca nel 1492 fu quindi arrestato e messo in prigione, nella quale morì nel 1493. Poco dopo i suoi figli — Ivan e Dmitrj — furono imprigionati a Vologda, mentre il loro appannaggio — Uglič — fu annesso al Granducato di Mosca.

## Ascendenza
|                                |                             |                        | Genitori               |  |  | Nonni |  |  | Bisnonni           |  |  | Trisnonni         |  |
|                                |                             |                        |                        |  |  |       |  |  | Demetrio di Russia |  |  | Ivan II di Russia |  |
|                                |                             |                        |                        |  |  |       |  |  | Demetrio di Russia |  |  | Ivan II di Russia |  |
|                                |                             | Aleksandra Ivanovna    |                        |  |  |       |  |  | Demetrio di Russia |  |  |                   |  |
| Basilio I di Russia            |                             |                        |                        |  |  |       |  |  | Demetrio di Russia |  |  |                   |  |
|                                |                             | Eudocia di Mosca       | Dmitrij Konstantinovič |  |  |       |  |  |                    |  |  |                   |  |
|                                |                             | Eudocia di Mosca       | Dmitrij Konstantinovič |  |  |       |  |  |                    |  |  |                   |  |
|                                |                             | Eudocia di Mosca       | …                      |  |  |       |  |  |                    |  |  |                   |  |
| Basilio II di Russia           |                             | Eudocia di Mosca       |                        |  |  |       |  |  |                    |  |  |                   |  |
|                                |                             | Vitoldo il Grande      | Kęstutis               |  |  |       |  |  |                    |  |  |                   |  |
|                                |                             | Vitoldo il Grande      | Kęstutis               |  |  |       |  |  |                    |  |  |                   |  |
|                                |                             | Vitoldo il Grande      | Birutė                 |  |  |       |  |  |                    |  |  |                   |  |
| Sofia di Lituania              |                             | Vitoldo il Grande      |                        |  |  |       |  |  |                    |  |  |                   |  |
|                                |                             | Anna di Lituania       | …                      |  |  |       |  |  |                    |  |  |                   |  |
|                                |                             | Anna di Lituania       | …                      |  |  |       |  |  |                    |  |  |                   |  |
|                                |                             | Anna di Lituania       | …                      |  |  |       |  |  |                    |  |  |                   |  |
| Andrej Vasil'evič Bol'šoj      |                             | Anna di Lituania       |                        |  |  |       |  |  |                    |  |  |                   |  |
|                                | Principe Vladimir Andreevič | …                      |                        |  |  |       |  |  |                    |  |  |                   |  |
|                                | Principe Vladimir Andreevič | …                      |                        |  |  |       |  |  |                    |  |  |                   |  |
|                                | Principe Vladimir Andreevič | …                      |                        |  |  |       |  |  |                    |  |  |                   |  |
| Principe Jaroslav Vladimirovič | Principe Vladimir Andreevič |                        |                        |  |  |       |  |  |                    |  |  |                   |  |
|                                |                             | Elena di Lituania      | …                      |  |  |       |  |  |                    |  |  |                   |  |
|                                |                             | Elena di Lituania      | …                      |  |  |       |  |  |                    |  |  |                   |  |
|                                |                             | Elena di Lituania      | …                      |  |  |       |  |  |                    |  |  |                   |  |
| Maria di Borovsk               |                             | Elena di Lituania      |                        |  |  |       |  |  |                    |  |  |                   |  |
|                                |                             | Fëdor Fëdorovič Koškin | …                      |  |  |       |  |  |                    |  |  |                   |  |
|                                |                             | Fëdor Fëdorovič Koškin | …                      |  |  |       |  |  |                    |  |  |                   |  |
|                                |                             | Fëdor Fëdorovič Koškin | …                      |  |  |       |  |  |                    |  |  |                   |  |
| Maria Fëdorovna Koškina        |                             | Fëdor Fëdorovič Koškin |                        |  |  |       |  |  |                    |  |  |                   |  |
|                                |                             | …                      | …                      |  |  |       |  |  |                    |  |  |                   |  |
|                                |                             | …                      | …                      |  |  |       |  |  |                    |  |  |                   |  |
|                                |                             | …                      | …                      |  |  |       |  |  |                    |  |  |                   |  |
|                                |                             | …                      |                        |  |  |       |  |  |                    |  |  |                   |  |